# Analândia
Analândia este un oraș în São Paulo (SP), Brazilia.